# UCI World Ranking 2009
UCI World Ranking 2009 – pierwsza edycja rankingu szosowych wyścigów kolarskich o najwyższej randze w klasyfikacji UCI, który zastąpił część rankingową rozgrywanego od 2005 cyklu UCI ProTour. Seria rozpoczęła się 20 stycznia w Australii wyścigiem Tour Down Under, a zakończyła 17 października włoskim Giro di Lombardia. Tour de Pologne - najważniejszy wyścig kolarski w Polsce, także znalazł się w programie.
W kalendarzu na sezon 2009 figurowały 24 wyścigi (13 wieloetapowych i 11 jednodniowych). 

## Klasyfikacje końcowe

### Klasyfikacja indywidualna
| M-ce | Imię i nazwisko      | Kraj            | Drużyna           | Pkt |
| ---- | -------------------- | --------------- | ----------------- | --- |
| 1.   | Alberto Contador     | Hiszpania       | Astana Pro Team   | 527 |
| 2    | Alejandro Valverde   | Hiszpania       | Caisse d'Epargne  | 483 |
| 3    | Samuel Sánchez       | Hiszpania       | Euskaltel-Euskadi | 357 |
| 4    | Andy Schleck         | Luksemburg      | Team Saxo Bank    | 334 |
| 5    | Cadel Evans          | Australia       | Silence-Lotto     | 333 |
| 6    | Edvald Boasson Hagen | Norwegia        | Team Columbia-HTC | 322 |
| 7    | Roman Kreuziger      | Czechy          | Liquigas          | 319 |
| 8    | Mark Cavendish       | Wielka Brytania | Team Columbia-HTC | 304 |
| 9    | Philippe Gilbert     | Belgia          | Silence-Lotto     | 295 |
| 10   | Robert Gesink        | Holandia        | Rabobank          | 266 |

### Klasyfikacja drużynowa
| M-ce | Drużyna           | Pkt  |
| ---- | ----------------- | ---- |
| 1.   | Astana Pro Team   | 1100 |
| 2    | Caisse d'Epargne  | 1048 |
| 3    | Team Columbia-HTC | 957  |
| 4    | Team Saxo Bank    | 946  |
| 5    | Liquigas          | 923  |
| 6    | Silence-Lotto     | 821  |
| 7    | Cervélo TestTeam  | 804  |
| 8    | Quick Step        | 760  |
| 9    | Rabobank          | 707  |
| 10   | Katusha Team      | 637  |

### Klasyfikacja krajów
| M-ce | Kraj              | Pkt  |
| ---- | ----------------- | ---- |
| 1.   | Hiszpania         | 1756 |
| 2    | Włochy            | 984  |
| 3    | Australia         | 960  |
| 4    | Niemcy            | 753  |
| 5    | Belgia            | 675  |
| 6    | Rosja             | 660  |
| 7    | Luksemburg        | 563  |
| 8    | Holandia          | 544  |
| 9    | Norwegia          | 538  |
| 10   | Stany Zjednoczone | 528  |